# Цикловая раскраска
Цикловую раскраску можно рассматривать как уточнение обычной раскраски графов.  Цикловое хроматичеcкое число графа {\displaystyle G} с обозначением {\displaystyle \chi _{c}(G)} можно определить следующими эквивалентными (для конечных графов) способами.
1. {\displaystyle \chi _{c}(G)} равен инфимуму по всем вещественным числам {\displaystyle r} таким, что существует отображение из {\displaystyle V(G)} в окружность с длиной, равной 1, при этом две смежные вершины отображаются в точки на расстоянии  {\displaystyle \geqslant {\tfrac {1}{r}}} вдоль окружности.
2. {\displaystyle \chi _{c}(G)} равен инфимуму по рациональным числам {\displaystyle {\tfrac {n}{k}}} таким, что существует отображение из {\displaystyle V(G)} в циклическую группу {\displaystyle {\mathbb {Z} }/n{\mathbb {Z} }} со свойством, что смежные вершины отображаются в элементы на расстоянии {\displaystyle \geqslant k} друг от друга.
3. В ориентированном графе определим дисбаланс цикла {\displaystyle C},  как значение {\displaystyle |E(C)|}, делённое на меньшее из числа рёбер, направленных по часовой стрелке и числа рёбер, направленных против часовой стрелки.  Определим дисбаланс ориентированного графа,  как максимальный дисбаланс по всем циклам.  Теперь, {\displaystyle \chi _{c}(G)} равен минимальному дисбалансу по всем ориентациям графа {\displaystyle G}.

Относительно несложно видеть, что {\displaystyle \chi _{c}(G)\leqslant \chi (G)} (используя определение 1 или 2), но, фактически, {\displaystyle \lceil \chi _{c}(G)\rceil =\chi (G)}.  В этом смысле мы говорим, что цикловое хроматичеcкое число уточняет обычное хроматическое число.
Цикловую раскраску первоначально определил Винс, который назвал её «звёздной раскраской».
Цикловая раскраска двойственна субъекту нигде не нулевого потока и более того, цикловая раскраска имеет естественное двойственное понятие «циркуляционный поток».

## Цикловые полные графы
Для целых {\displaystyle n,k} таких,  что {\displaystyle n\geqslant 2k}, цикловой полный граф {\displaystyle K_{\tfrac {n}{k}}} (известный также как цикловая клика) — это граф с множеством вершин {\displaystyle {\mathbb {Z} }/n{\mathbb {Z} }} и рёбрами между элементами на расстоянии {\displaystyle \geqslant k} друг от друга. То есть, вершинами являются числа {\displaystyle {0,1,...,''n''-1}} и вершина i смежна с:
{\displaystyle i+k,i+k+1,\dots ,i+n-k\mod n}.
Например, {\displaystyle K_{\tfrac {n}{1}}} является просто полным графом Kn, в то время как граф {\displaystyle K_{\tfrac {2n+1}{n}}} изоморфен графу-циклу {\displaystyle C_{2n+1}}.
В таком случае цикловая раскраска, согласно второму определению выше, является гомоморфизмом в цикловой полный граф. Критическое обстоятельство об этих графах заключается в том, что {\displaystyle K_{\tfrac {a}{b}}} допускает гомоморфизм в {\displaystyle K_{\tfrac {c}{d}}} тогда и только тогда, когда {\displaystyle {\tfrac {a}{b}}\leqslant {\tfrac {c}{d}}}. Это объясняет обозначение, поскольку если рациональные числа {\displaystyle {\tfrac {a}{b}}} и {\displaystyle {\tfrac {c}{d}}} равны, то {\displaystyle K_{\tfrac {a}{b}}} и {\displaystyle K_{\tfrac {c}{d}}} гомоморфно эквивалентны. Более того, порядок гомоморфизма уточняет порядок, задаваемый полными графами в плотный порядок и соответствует рациональным числам {\displaystyle \geqslant 2}. Например
{\displaystyle K_{\tfrac {2}{1}}\to K_{\tfrac {5}{2}}\to K_{\tfrac {7}{3}}\to \dots \to K_{\tfrac {3}{1}}\to K_{\tfrac {4}{1}}\to \dots }
Или, эквивалентно
{\displaystyle K_{2}\to C_{5}\to C_{7}\to \dots \to K_{3}\to K_{4}\to \dots }
Пример на рисунке можно интерпретировать, как гомоморфизм из снарка «Цветок» {\displaystyle J_{5}} в {\displaystyle K_{\tfrac {5}{2}}\approx C_{5}}, который идёт раньше {\displaystyle K_{3}}, что соответствует факту, что {\displaystyle \chi _{c}(J_{5})\leqslant 2,5<3}.